# TV Breizh
TV Breizh (Breizh signifie Bretagne en breton) est une chaîne de télévision mini-généraliste française du Groupe TF1.

## Histoire

### Contexte de création
Au niveau local, la ville de Lorient connaît à partir des années 1990 une période de reconversion économique avec la réduction de l'importance de ses activités maritimes, et la municipalité cherche à capter des investissements extérieurs à la ville pour développer de nouvelles activités. Le départ progressif de la Marine nationale permet à la ville de récupérer le quartier de l'enclos du port.
Au niveau du paysage médiatique, la place de la langue bretonne reste réduite sur les télévisions publiques en Bretagne, qui ont dans les faits un monopole. En 2000, France 3 Bretagne diffuse ainsi 1 h 45 hebdomadaire de programmes en Breton, et TV Rennes 15 minutes mensuelles. Celle-ci est davantage représentée à la radio, et des émetteurs comme Radio Kerne ou Arvorig FM, tous deux créés en 1998, font une large place à la langue et à la culture bretonne.
À la même époque Patrick Le Lay, alors PDG de TF1, souhaite lancer une chaîne généraliste diffusant prioritairement en breton pour les fictions et les programmes jeunesse, à hauteur de deux à trois heures journalières, et dont la ligne éditoriale couvrirait l'actualité des cinq départements bretons.

### Création
Le choix du lieu d'implantation obéit à plusieurs contraintes, les promoteurs souhaitant une ville centrale en Bretagne, ce qui exclut Brest, Rennes et Nantes dès le début. Le maire de Carhaix, Christian Troadec, essaie ainsi de faire venir celle-ci sur sa commune; finalement le choix s'oriente entre Vannes et Lorient. Jean-Louis Bouillières, le directeur du service culturel de cette ville, a vent assez tôt du projet et parvient à organiser une rencontre entre Patrick Le Lay et Jean-Yves Le Drian, alors maire de la ville. Lorient est finalement choisie en raison de ses lignes de transport régulières vers Paris, comme sa gare TGV et son aéroport.
Le capital de départ de 100 millions de francs est bouclé en faisant appel à un montage rassemblant des acteurs locaux, nationaux et internationaux. François Pinault via sa holding Artemis détient 27 % de celui-ci, suivi par TF1 avec 22 %, le Crédit agricole de Bretagne avec 15 %, le groupe Jean-Claude Darmon avec 6 % et l'industriel local René Ruello via Panavi Holding Production avec 4 %. Rupert Murdoch via News International PLC et Silvio Berlusconi via Mediaset Investment détiennent chacun 13 % de la chaîne. Le budget annuel de départ se situe entre 75 et 80 millions de francs ; sa régie publicitaire, confiée à TF1, vise des recettes de 22 à 25 millions de francs la première année, et vise l'équilibre pour 2004-2005.
Plusieurs lieux sont étudiés pour l'implantation des installations de TV Breizh. La citadelle de Port-Louis est un temps envisagée, mais finalement l'enclos du port à Lorient, récemment libéré par la Marine nationale, emporte la décision. Les débuts sont cependant difficiles, les contrôles d'identité à l'entrée de l'arsenal de Lorient, seul accès à l'enclos, sont maintenus, et les locaux manquent d'équipement.
La chaîne est inaugurée le 1er septembre 2000. La soirée d'inauguration voit des invités comme les musiciens Dan Ar Braz, Denez Prigent, ou encore Gilles Servat jouer.

### Débuts

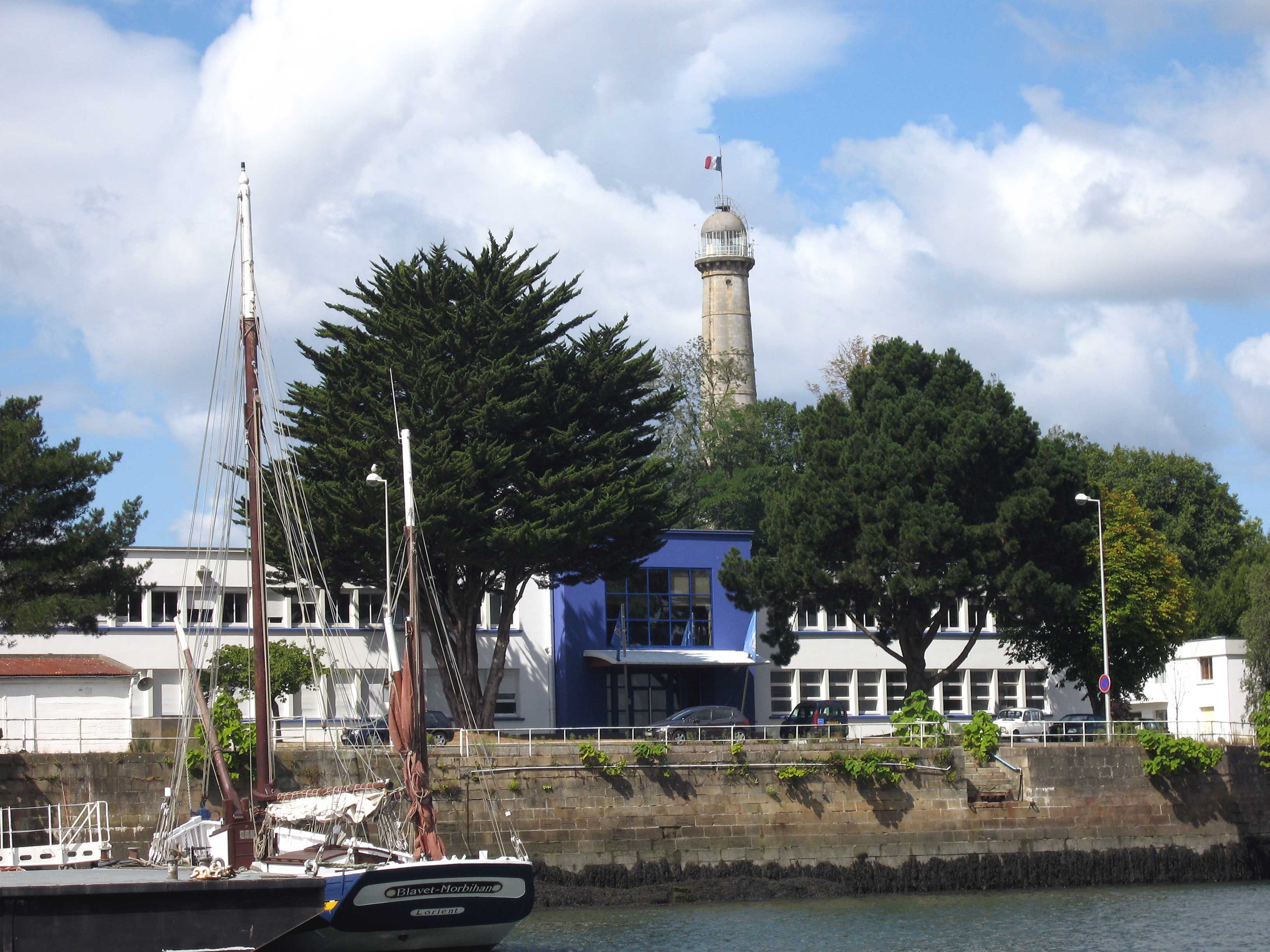
Les locaux de TV Breizh à Lorient.

La programmation initiale de la chaîne et l'intégration du breton à celle-ci est inspirée de la chaîne galloise S4C et de la chaîne irlandaise TG4. Elle se définit comme une chaîne généraliste, mais sans journaux télévisés, et axée autour de trois thématiques dominantes : Bretagne, celtitude et mer. Dix-sept heures de programmes sont diffusées de 7h30 à 0h30, dont cinq heures de programmes en première diffusion (deux heures de programmes achetés, et trois de programmes produits).
La chaîne diffuse une partie de ses programmes en breton de 2000 à 2008, ce qui impose le développement de doublage pour les productions audiovisuelles n'en disposant pas. Près de trois millions d'euros sont investis par la chaîne sur cette période, et une partie des coûts sont financés par le conseil régional de Bretagne à partir de 2003. Près de 400 heures sont ainsi doublées, auxquelles s'ajoutent près de 95 heures de magazines en breton produits par la chaîne.
L'implantation de la chaîne à Lorient permet la constitution d'un pôle image dans la ville, soit en drainant des sociétés extérieures à la ville, soit en en permettant la création. Lorient parvient alors à concentrer le quart des entreprises de production audiovisuelle de Bretagne.
Au niveau de la diffusion, elle est assurée initialement par les deux bouquets satellitaires TPS et Canalsatellite dans les abonnements de base, ainsi que via le câble sur les réseaux de Noos de l'ouest de la France et à Paris. La chaîne ne dispose pas de fréquence hertzienne à ses débuts, ce qui limite son audience, et les responsables de TV Breizh cherchent dans les années suivantes à changer la situation. La chaîne candidate au premier appel d'offres de la télévision numérique terrestre française en 2002, mais n'est pas retenue par le CSA. Elle n'est pas retenue non plus lors de l'attribution de nouvelles fréquences sur ce même réseau en 2005, ni dans l'attribution d'une fréquence locale à Nantes en 2003.
Les parts d'audiences sont décevantes dans un premier temps. TV Breizh se hisse à ses débuts autour de la 20e place dans le classement des 80 chaînes thématiques, pour une part de 0,2 % d'audience. L'impossibilité d'obtenir une fréquence hertzienne par le CSA ne permet pas à la chaîne de développer son potentiel d'audience. Ces blocages provoquent le départ de Rozenn Milin de la direction, et la reprise en main de la chaîne par l'actionnaire principal.

### Changement de positionnement
Le Groupe TF1 porte sa participation de 22 % à 40 % à la rentrée 2003, et annonce son intention de devenir majoritaire, ce qu'il achève de faire en 2007. Dans le même temps la programmation voit sa part bretonne baisser, avec la disparition de plusieurs projets en production, au profit de séries américaines et de productions du Groupe TF1. Le but est de passer au-dessus de la barre du 1 % d'audience de façon à capter plus de ressources publicitaires, ce que la chaîne fait dès février 2004 en se hissant par la même occasion à la 4e place des chaînes du câble et du satellite. Une fusion avec Match TV est un temps étudiée, mais finalement repoussée en raison des bonnes audiences de TV Breizh.
L'implantation locale diminue dans la programmation, le journal du soir de 20 minutes, animé par deux présentateurs, passe à un format tout image de sept minutes en 2006. L'arrêt du doublage en breton des films est effectif à partir du 31 décembre 2008. Les programmes en breton sont cédés par la suite à l'association Dizale, qui est chargée par la région Bretagne de promouvoir la langue bretonne.
En 2011, le groupe TF1 obtient finalement un canal de diffusion supplémentaire sur la TNT gratuite et envisage de l'attribuer à TV Breizh[réf. nécessaire]. Depuis le 1er janvier 2010, la chaîne a été reformatée pour son éventuelle arrivée sur la TNT en 2012, qui n'aura finalement pas lieu. Les programmes bretons ont totalement disparu et seuls les habillages publicitaires font référence aux côtes de la Bretagne. Depuis le 2 janvier 2012, elle est diffusée sur les bouquets optionnels des box ADSL (Incluse sur le canal 32 sur la Bbox).
À l'échelle de la région de Lorient, le pôle se développe, six autres chaînes du groupe TF1 commençant à partir de 2005 à être diffusées depuis cette ville,. Le 8 octobre 2012 est cependant annoncée la fermeture du pôle image de Lorient, d'où sont diffusées plusieurs chaînes thématiques du groupe TF1, dont TV Breizh. Le déménagement définitif vers Boulogne-Billancourt est annoncé pour mars 2013 ; à partir du 26 mars, la diffusion des programmes est transférée à Boulogne-Billancourt, et le site ferme le 21 mai. Sur les 33 personnes alors employées, seules dix sont mutées en région parisienne, le reste ne souhaitant pas quitter la région.

### Identité visuelle (logo)
Le 4 décembre 2019, le logo reste similaire, à l'exception du fait qu'il y ait un point sur le i et de détails dans le carré et son espacement.

Logo du 1er septembre 2000 au 10 novembre 2004.
Logo du 10 novembre 2004 au 1er septembre 2011.
Logo du 1er septembre 2011 au 28 juin 2014.
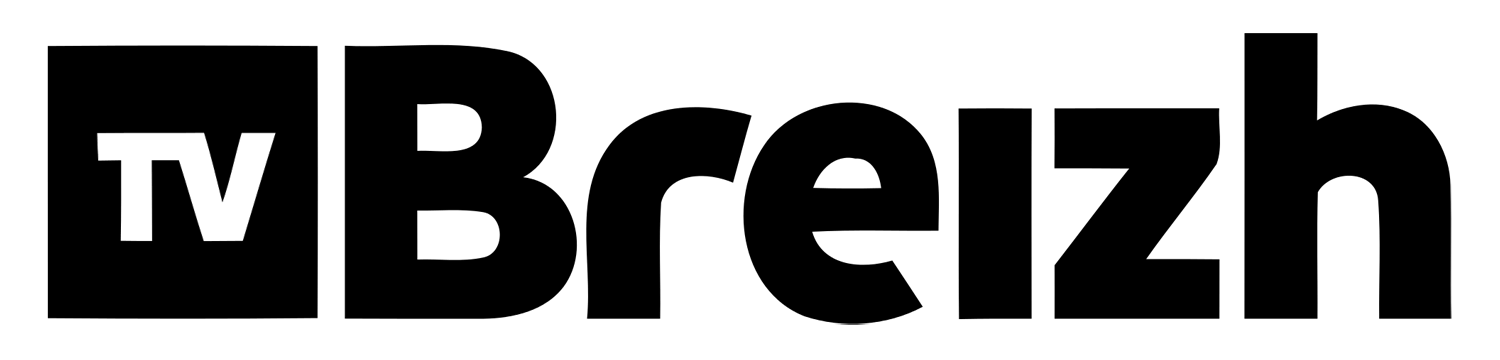
Logo du 28 juin 2014 au 4 décembre 2019.
Logo de TV Breizh depuis le 4 décembre 2019.

## Organisation

### Dirigeants
Présidente : Elisabeth Durand
Directeurs généraux :
- Rozenn Milin[17] : 2000-2004
- Gaël Desgrées du Lou : 2004-2009
- Laurent Solly : 2009-2010
- Directeur délégué aujourd'hui : Christophe Sommet

### Capital
Le capital de la chaîne est détenu à 100 % par le Groupe TF1.
L'actionnariat d'origine était à la création de la chaîne : 27 % pour Artémis, holding de François Pinault, 22 % pour le Groupe TF1, 15 % pour le Crédit agricole de Bretagne, 13 % pour Rupert Murdoch, 13 % pour Mediaset, 6 % pour Jean-Claude Darmon (publicité sportive) et 4 % pour Panavi (René Ruello).
Mediaset, le groupe de Silvio Berlusconi, a vendu sa participation de 14 % dans le capital de TV Breizh au producteur Franco-Tunisien Tarak Ben Ammar. Selon des sources bancaires, le montant de la transaction se serait élevé à cinq millions d'euros.

### Siège
1 quai du Point-du-Jour - 92100 Boulogne Billancourt

## Programmes
TV Breizh consacrait à l'origine une part importante de son antenne à des programmes régionaux (journal télévisé, émissions en breton) et a retransmis de nombreux événements celtiques comme la parade des nations celtes lors du Festival interceltique de Lorient ou les premières Nuits Celtiques au Stade de France, dont certaines commentées par Ronan Manuel, Irène Frain, Yvon Étienne.
À la suite de son reformatage en 2003, la chaîne devient plus généraliste et diffuse aujourd'hui des séries et feuilletons américains et des fictions françaises comme Les Feux de l'Amour, Columbo, MacGyver, Arabesque, Unforgettable, Profilage, Section de recherches, Monk, L'Agence tous risques, Le juge est une femme, Léo Matteï, la brigade des mineurs, Hercule Poirot (série télévisée), Walker, Texas Ranger, Magnum (série télévisée). Elle diffuse également des anciens spectacles des Enfoirés.
Depuis son reformatage en 2010 pour sa possible arrivée sur la TNT qui n'aura jamais lieu, les programmes bretons ont totalement disparu.
Sur le premier semestre 2017, TV Breizh se place en tête des audiences des chaînes payantes à égalité avec la chaîne Paris Première[réf. nécessaire].

## Diffusion
TV Breizh est disponible en France, Suisse, Belgique, Luxembourg et à Monaco. La chaîne est également disponible en Afrique francophone sur le bouquet Startimes DTH.

## Sources